# خيرمان ساينز
خيرمان ساينز (بالإسبانية: Germán Saenz de Miera Colmeiro)‏ هو لاعب كرة قدم إسباني في مركزي الهجوم والوسط، ولد في 25 يوليو 1990 في سانتا كروث دي تينيريفه في إسبانيا. لعب مع النادي الرياضي بدانية وريال مورسيا ونادي تينيريفي ونادي غيخيليو ونادي لاس بالماس.

## وصلات خارجية
- خيرمان ساينز على موقع قاعدة بيانات كرة القدم.إي يو (الإنجليزية)
- خيرمان ساينز على موقع Soccerway.com (الإنجليزية)